# Браун, Крис (хоккеист)
Крис Браун (англ. Chris Brown; 3 февраля 1991; Флауэр-Маунд, Техас, США) — американский хоккеист, правый нападающий клуба «Нюрнберг Айс Тайгерс».

## Карьера игрока

### Ранние годы
Браун начинал играть в хоккей в Юниорской сборной США в Североамериканской хоккейной лиге. Позднее он получил стипендию на обучение от Университета штата Мичиган и стал играть за местную хоккейную команду «Мичиган Волверинз» в Центральной студенческой хоккейной ассоциации (CCHA). По итогам своего первого сезона 2009-10 в «Волверинз» Крис был включен в символическую сборную лучших новичков CCHA.
За последний сезон 2011-12 в колледже Браун набрал 29 (12+17) очков в 38 матчах.

### Клубная карьера
Крис Браун был выбран клубом «Финикс Койотс» на драфте НХЛ 2009 года во втором раунде под общим 36-м номером.
В марте 2012 года «Койотс» подписали трехлетний контракт с форвардом. За два сезона Крис сыграл за «Финикс Койотс» в общей сложности всего 11 матчей, большую часть времени играя за фарм-клуб «Портленд Пайретс».
За сезон 2013-14 хоккеист набрал 35 (14+21) очков в 51 матче за «Пайретс».
4 марта 2014 года «Вашингтон Кэпиталз» обменял своих форвардов Мартина Эрата и Джона Митчелла в «Финикс Койотис» на Криса Брауна, защитника Ростислава Клеслу и выбор в четвёртом раунде драфта НХЛ 2015 года. Браун и Клесла присоединились к фарм-клубу «Херши Беарс» из Американской хоккейной лиги (АХЛ).
22 марта 2014 года Крис забил свой первый гол в НХЛ в ворота «Сан-Хосе Шаркс».
17 июля 2015 года «столичные» продлил контракт с Брауном на два года. За сезон 2015-16 он сыграл 1 матч за "Кэпиталз" в НХЛ и 20 за "Херши Беарс" в АХЛ, где набрал 9 (3+6) очков.
В феврале 2016 года Крис был обменян в "Нью-Йорк Рейнджерс" на форварда Райана Бурка.

### Международная карьера
Серебряный призёр Чемпионата мира среди юниоров до 17 лет в 2008 году в составе сборной США.
Золотой призёр Чемпионата мира среди юниоров до 18 лет в 2009 году.
Принимал участие в Молодёжном чемпионате мира в 2010 году.
Бронзовый призёр Молодёжного чемпионата мира в 2011 году.